# Omni Severin Hotel
El Hotel Omni Severin es un hotel histórico del distrito Wholesale, Indianápolis, Estados Unidos, inaugurado en 1913. Está ubicado directamente frente a Jackson Place desde la casa principal de Union Station. Es miembro de Historic Hotels of America, un programa oficial del National Trust for Historic Preservation.

## Historia
Fue construido por Henry Severin Jr., con la ayuda de los fundadores de Indianapolis Motor Speedway, Carl G. Fisher y James A. Allison sobre el Grand Hotel, que se inauguró en 1876 y se incendió en 1905. El primer evento en el Severin, el Christamore Settlement Ball, se llevó a cabo el 22 de agosto de 1913. Recibió al día siguiente a su primer huésped registrado, el congresista de Indiana James Eli Watson.
Fue comprado por Warren M. Atkinson en 1966, quien lo renovó, a un costo de $ 2.5 millones, y lo renombró The Atkinson of Indianapolis . Mansur Development Corporation lo compró en julio de 1988 y se sometió a una restauración y expansión de $ 40 millones, que agregó dos alas a la parte trasera del edificio original de 1913, formando una estructura en forma de U. La entrada del hotel se trasladó a la parte trasera, donde se construyó un nuevo vestíbulo. Con 424 habitaciones, reabrió sus puertas el 3 de febrero de 1990 administrado por Omni Hotels, como Omni Severin Hotel. Diez años después, Mansur lo vendió a Omni Hotels.
Conserva muchos elementos originales de 1913. El vestíbulo del salón de baile Severin es el vestíbulo del hotel original, y su inmensa lámpara de araña de cristal austriaco, la escalera de mármol y otros accesorios son todos originales. El buzón original todavía sirve al hotel. Los grandes aparadores antiguos en cada descanso del ascensor estaban originalmente en las habitaciones de huéspedes. Es el hotel en funcionamiento más antiguo y más antiguo del centro de Indianápolis.